# موناتين
الموناتين Monatin والمعروف أيضا باسم أروفا، هو مُحلي طبيعي عالي الكثافة معزول عن نبات Sclerochiton ilicifolius وهو نوع من النباتات المزهرة وتدعى مغنولانية الموجود في منطقة ترانسفال في جنوب إفريقيا. لا يحتوي الموناتين على أي كربوهيدرات أو سكر، ولا يحتوي على طاقة غذائية تقريبًا، على عكس السكروز أو المحليات الغذائية الأخرى.
اسم «موناتين» مشتق من الكلمة الأصلية له، "molomo monate" ، والتي تعني حرفياً «الفم الحلو».
Monatin هو مشتق الإندول ، وعند التحلل تنبعث منه رائحة البراز.
وهو أحلى 3000 مرة من السكر.